# Outeiro da Cortiçada e Arruda dos Pisões
Outeiro da Cortiçada e Arruda dos Pisões (oficialmente: União das Freguesias de Outeiro da Cortiçada e Arruda dos Pisões) é uma freguesia portuguesa do município de Rio Maior, com 24,48 km² de área e 957 habitantes (censo de 2021). A sua densidade populacional é 39,1 hab./km².

## História
Foi criada aquando da reorganização administrativa de 2012/2013,  resultando da agregação das antigas freguesias de Outeiro da Cortiçada e Arruda dos Pisões.

## Demografia
A população registada nos censos foi:
| Distribuição da População por Grupos Etários | Distribuição da População por Grupos Etários | Distribuição da População por Grupos Etários | Distribuição da População por Grupos Etários | Distribuição da População por Grupos Etários | Distribuição da População por Grupos Etários |
| -------------------------------------------- | -------------------------------------------- | -------------------------------------------- | -------------------------------------------- | -------------------------------------------- | -------------------------------------------- |
| Antes da agregação                           |                                              |                                              |                                              |                                              |                                              |
| Ano                                          | 0-14 anos                                    | 15-24 anos                                   | 25-64 anos                                   | >= 65 anos                                   | Total                                        |
| 2001                                         | 151                                          | 163                                          | 629                                          | 311                                          | 1254                                         |
| 2011                                         | 160                                          | 95                                           | 548                                          | 276                                          | 1079                                         |
| Após a agregação                             |                                              |                                              |                                              |                                              |                                              |
| Ano                                          | 0-14 anos                                    | 15-24 anos                                   | 25-64 anos                                   | >= 65 anos                                   | Total                                        |
| 2021                                         | 107                                          | 99                                           | 451                                          | 300                                          | 957                                          |